# Elisabeth Trissenaar

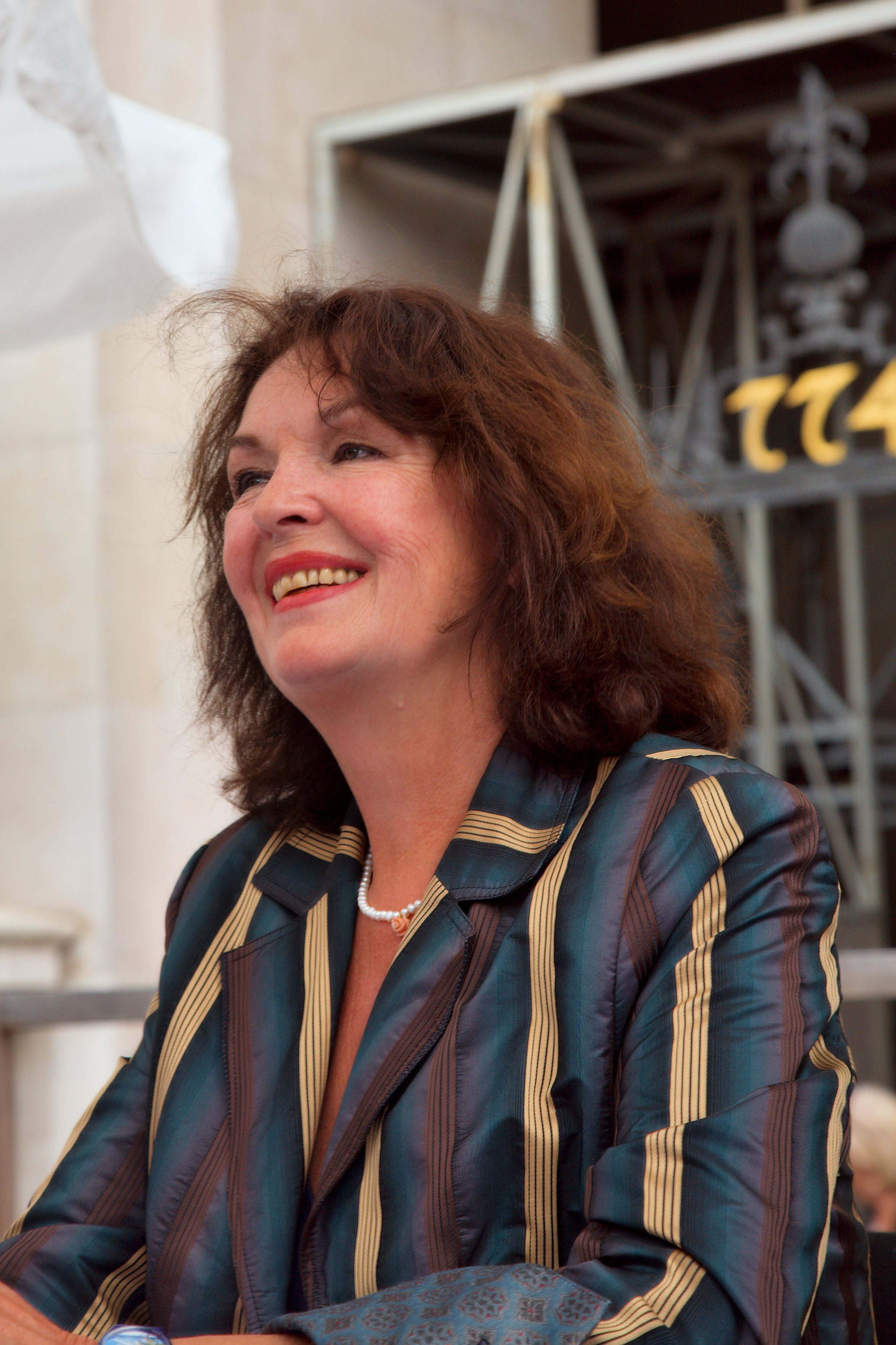
Elisabeth Trissenaar (2008)

Elisabeth Trissenaar (* 13. April 1944 in Wien; † 14. Jänner 2024 in Berlin) war eine österreichische Schauspielerin. Sie feierte im Laufe ihrer Karriere sowohl am Theater als auch in Film und Fernsehen Erfolge.

## Leben und Karriere
Trissenaars Vater war der niederländische Arzt Frans Trissenaar, ihre Mutter eine Österreicherin. Nach dem Abitur besuchte sie von 1962 bis 1964 das Max-Reinhardt-Seminar in Wien, dann führte sie ihr erstes Engagement 1964 in das Ensemble des Stadttheaters Bern. Am Stadttheater Krefeld spielte sie von 1966 bis 1968, am Theater Heidelberg von 1968 bis 1970, am Schauspielhaus Bochum 1970/71 und am Staatstheater Stuttgart 1971/72.
Anschließend führte sie der Weg von 1972 bis 1976 an das Schauspielhaus Frankfurt, wo sie u. a. als Titelfigur in Nora, Hedda Gabler und Medea großen Erfolg hatte. Danach gastierte sie an verschiedenen Bühnen. Von 1981 bis 1983 arbeitete sie in Berlin am Schillertheater und Schlosspark Theater, ab 1983 an der Freien Volksbühne. Von 1987 bis 1989 stand sie zudem als Jedermanns Buhlschaft bei den Salzburger Festspielen auf der Bühne.
Im Rahmen ihrer Tätigkeit beim Theater begann 1974 in Frankfurt ihre Zusammenarbeit mit Rainer Werner Fassbinder, unter dessen Regie sie in Filmen wie Bolwieser, Die Ehe der Maria Braun, In einem Jahr mit 13 Monden und in der Verfilmung von Alfred Döblins Berlin Alexanderplatz arbeitete. Hauptrollen spielte sie unter anderem in Robert van Ackerens Das andere Lächeln und Die Reinheit des Herzens sowie im Oscar-nominierten Film Bittere Ernte und in Xaver Schwarzenbergers Franza.
Trissenaar war u. a. bekannt für Interpretationen verschiedener berühmter Frauenfiguren, darunter Nora aus Ein Puppenheim, Penthesilea von Kleist, Gretchen in Goethes Faust, Emilia Galotti und Fräulein Julie.

## Persönliches
Verheiratet war Elisabeth Trissenaar von 1965 bis zu dessen Tod im Jahr 2022 mit dem Regisseur Hans Neuenfels, mit dem sie einen Sohn, den Kameramann Benedict Neuenfels, hatte. Sie lebte zuletzt in Berlin, wo sie am 14. Jänner 2024 im Alter von 79 Jahren in der Charité starb.

## Filmografie (Auswahl)
- 1977: Bolwieser
- 1978: Wallenstein (Fernseh-Mehrteiler)
- 1978: Das andere Lächeln
- 1978: Als Hitler das rosa Kaninchen stahl
- 1978: In einem Jahr mit 13 Monden
- 1979: Die Ehe der Maria Braun
- 1980: Berlin Alexanderplatz (Serie, 14 Teile)
- 1980: Die Reinheit des Herzens
- 1980: Charlotte
- 1983: Heinrich Penthesilea von Kleist
- 1983: Reise in ein verborgenes Leben (Sprecherin)
- 1983: Eine Liebe in Deutschland
- 1984: Wanda
- 1985: Bittere Ernte
- 1985: Die Schwärmer
- 1986: Franza
- 1988: Europa und der zweite Apfel
- 1990: Marleneken
- 1990: Der Alte – Folge 156: Der leise Tod
- 1990: Scheidung à la carte
- 1992: Derrick – Beatrice und der Tod
- 1994: Mario und der Zauberer
- 1994: Keiner liebt mich
- 1996: Stockinger – Salzburger Kugeln
- 1997: Der Hauptmann von Köpenick
- 1997: Die Bubi-Scholz-Story
- 1999: Oskar und Leni
- 1999: Versprich mir, dass es den Himmel gibt
- 2000: Kalt ist der Abendhauch
- 2003: Vera (Zweiteiler)
- 2004: Kein Himmel über Afrika (Zweiteiler)
- 2004: SOKO Kitzbühel – Der Ring der Toten
- 2005: Die Tote vom Deich
- 2008: Die Geschichte vom Brandner Kaspar
- 2009: So glücklich war ich noch nie
- 2011: Emilie Richards: Der Zauber von Neuseeland
- 2012: Der Teufel von Mailand
- 2014: Lügen und andere Wahrheiten
- 2016: Der mit dem Schlag[5]

## Theater
- 1968: Der Seidene Schuh – Donna Proeza
- 1968: Kiss me Kate – Kate
- 1970: Macbeth – Lady Macbeth
- 1970: Fräulein Julie – Julie
- 1972: Nora – Nora
- 1973: Hedda Gabler – Hedda
- 1974: Baal – Sophie Barger
- 1974: Liliom – Julie
- 1975: Operette – Meister Fior
- 1976: Medea – Medea
- 1977: Lulu – Lulu
- 1978: Franziska – Franziska
- 1979: Das Käthchen von Heilbronn – Kunigunde
- 1980: Iphigenie auf Tauris – Iphigenie
- 1981: Die Schwärmer – Regine
- 1983: Der Balkon – Madame Irma
- 1985: Verbannte – Bertha
- 1986: Elektra – Elektra
- 1987: Liebe und Magie in Mammas Küche – Leonarda Cianciulli
- 1987: Emilia Galotti – Gräfin Orsina
- 1987: Trauer zu früh – Queen Victoria
- 1988: Jedermann – Buhlschaft
- 1990: Torquato Tasso – Leonore Sanvitale
- 1990: Die Braut von Messina – Donna Isabella
- 1991: Wer hat Angst vor Virginia Woolf? – Martha
- 1992: Orpheus in der Unterwelt – Öffentliche Meinung
- 1992: Antiphon – Miranda
- 1993: Ein Sommernachtstraum – Titania/Hippolyta
- 1994: Das goldene Vlies – Medea
- 1995: Die Zofen – Claire
- 1996: Geschichten aus dem Wienerwald – Valerie
- 1996: Der Clarisse-Komplex – Clarisse
- 1998: Die Tätowierte Rose – Serafina delle Rose
- 2000: Frau Schlemihl und ihre Schatten – Frau Schlemihl
- 2001: Titus Andronicus – Tamora
- 2001: Die Fledermaus – Frosch
- 2001: Neapel oder die Reise nach Stuttgart / Meine Mutter – Katharina Studer / Die Mutter
- 2002: Jackie – Jackie
- 2002: Totentanz – Alice
- 2003: König Ödipus – Jokaste
- 2005: Schumann, Schubert und der Schnee – Clara Schumann
- 2006: Die Zauberflöte – Spielleiterin
- 2007: Jedermann (Salzburger Festspiele) – Mutter
- 2007: Bernarda Albas Haus – Bernarda
- 2008: Lear (Komische Oper Berlin) – Narr
- 2010: Was ihr wollt (Renaissance-Theater) – Olivia; Berliner Premiere am 12. Juni 2010; Bearbeitung: Gerhard Ahrens und Armin Holz
- 2014: Quartett – Merteuil, am Theater in der Josefstadt

## Hörspiele (Auswahl)
- 1969: Herbert W. Franke: Zarathustra kehrt zurück – Regie: Andreas Weber-Schäfer
- 1980: Georg K. Berres: Papiertiger – Regie: Klaus Dieter Pittrich (Hörspiel – WDR)
- 1985: Arthur Schnitzler, Adele Sandrock: Dir mit Leib und Seele – Du Hund! (Adele Sandrock) – Bearbeitung und Regie: Friedhelm Ortmann (Hörspielbearbeitung – ORF/WDR)
- 1996: Dacia Maraini: Stimmen – Regie: Götz Fritsch (WDR)
- 2006: Sprecherrolle Lola Montez – Text und Regie: Wolfsmehl
- 2014: Roland Schimmelpfennig: Die vier Himmelsrichtungen – Regie: Stefan Kanis (Hörspiel – MDR)

## Auszeichnungen
- 1982: Deutschen Kritikerpreis
- 1995: Kainz-Medaille